# Yasothon (província)
Yasothon é uma província da Tailândia. Sua capital é a cidade de Yasothon.

## Distritos
A província está subdividida em 9 distritos (amphoes). Os distritos estão por sua vez divididos em 78 comunas (tambons) e estas em 835 povoados (moobans).
| 1. Mueang Yasothon 2. Sai Mun 3. Kut Chum 4. Kham Khuean Kaeo 5. Pa Tio | 1. Maha Chana Chai 2. Kho Wang 3. Loeng Nok Tha 4. Thai Charoen |

|  |